# Daniele Colli
Daniele Colli (Rho, Provincia de Milán, 19 de abril de 1982) es un ciclista italiano.
Fue profesional desde 2005, cuando debutó en el equipo Liquigas, hasta 2017, año en el que se retiró.

## Palmarés
2004
- Gran Premio della Liberazione
- Trofeo Alcide Degasperi

2008
- 2 etapas del Tour de Szeklerland

2012
- 1 etapa de la Vuelta a Austria
- 1 etapa del Tour de Hokkaido

2015
- 1 etapa del Tour de Hokkaido
- Tour de China I, más 1 etapa

## Resultados en Grandes Vueltas
| Carrera | Carrera         | 2005 | 2006 | 2007 | 2008 | 2009 | 2010 | 2011 | 2012 | 2013 | 2014 | 2015 | 2016 | 2017 |
| ------- | --------------- | ---- | ---- | ---- | ---- | ---- | ---- | ---- | ---- | ---- | ---- | ---- | ---- | ---- |
|         | Giro de Italia  | —    | —    | —    | —    | —    | —    | —    | —    | —    | Ab.  | Ab.  | —    | —    |
|         | Tour de Francia | —    | —    | —    | —    | —    | —    | —    | —    | —    | —    | —    | —    | —    |
|         | Vuelta a España | —    | —    | —    | —    | —    | —    | —    | —    | —    | —    | —    | —    | —    |

―: no participa
Ab.: abandono

## Equipos
- Liquigas (2005-2006)
- Panaria Navigare (2007)
- P-Nivó-Betonexpressz 2000-Corratec (2008)
- Carmiooro (2009)
- Ceramica Flaminia (2010)
- Geox-TMC (2011)
- Team Type 1-Sanofi (2012)
- Vini Fantini/Neri Sottoli (2013[2] -2014)
  - Vini Fantini (2013)
  - Neri Sottoli (2014)
- Nippo-Vini Fantini (2015-2016)
- Qinghai Tianyoude Cycling Team (2017)